# Sommerberg (Taunus)
Der Sommerberg nahe Riedelbach im hessischen Hochtaunuskreis ist eine 460,8 m ü. NHN hohe Erhebung im Mittelgebirge Taunus.

## Geographie

### Lage
Der Sommerberg liegt im Östlichen Hintertaunus. Im Naturpark Taunus erhebt er sich etwa 2,8 km westlich des Weilroder Ortsteils Riedelbach und 2,2 km ostsüdöstlich des im benachbarten Landkreis Limburg-Weilburg liegenden Bad Camberger Ortsteils Dombach. Etwa 2,2 km nordwestlich befindet sich der 509,7 m hohe Stückelberg. Südwestlich vorbei fließt der Emsbach-Zufluss Dombach. 
Der bewaldete Sommerberg ist Teil der Feldberg-Langhals-Pferdskopf-Scholle des Östlichen Hintertaunus, der das Tal der Emsbach von jenem der Weil trennt.

### Naturräumliche Zuordnung
Der Sommerberg gehört in der naturräumlichen Haupteinheitengruppe Taunus (Nr. 30), in der Haupteinheit Östlicher Hintertaunus (302) zum Naturraum Pferdskopf-Taunus (302.6), wobei sich direkt südlich der Erhebung der Naturraum Steinfischbacher Hintertaunus (302.7) anschließt.

## Schutzgebiete
Im östlich des Bergs gelegenen Roßbachtal liegt das Naturschutzgebiet (NSG) Dombachwiesen von Riedelbach (CDDA-Nr. 162776, 1992 ausgewiesen, 12,4 ha groß) und südwestlich des Bergs das NSG Oberes Dombachtal (CDDA-Nr. 164875, 1993 ausgewiesen, 18,71 ha). In Tallagen rund um den Berg erstreckt sich das Fauna-Flora-Habitat-Gebiet Dombachtal (FFH-Nr. 5716-308; 1,2295 km²). Trotz Kenntnis von nahrungssuchenden Schwarzstörchen auf den Dombachwiesen und einem ausgewiesenen Nahrungsteich direkt unterhalb des Sommerbergs wurden drei Windkraftanlagen durch das Regierungspräsidium Darmstadt auf dem Sommerberg genehmigt. Der Sommerberg erzeugt eine Aufwind-Situation, die die Schwarzstörche regelmäßig zum Aufkreisen benutzten. Weil ein kleinräumiges Umfliegen der Windkraftanlagen nicht möglich ist, entsteht für die Schwarzstörche eine flugkritische Situation. Nach den hessischen Verwaltungsvorschriften vom 17. Dezember 2020 sowie nach den baden-württembergischen Hinweisen zur Erfassung und Bewertung von Vogelvorkommen bei der Genehmigung von Windenergieanlagen vom 15. Januar 2021 hätten diese Windkraftanlagen nicht genehmigt werden dürfen, weil dadurch ein essentielles Schwarzstorchnahrungshabitat zerstört wurde.

## Windpark Weilrod

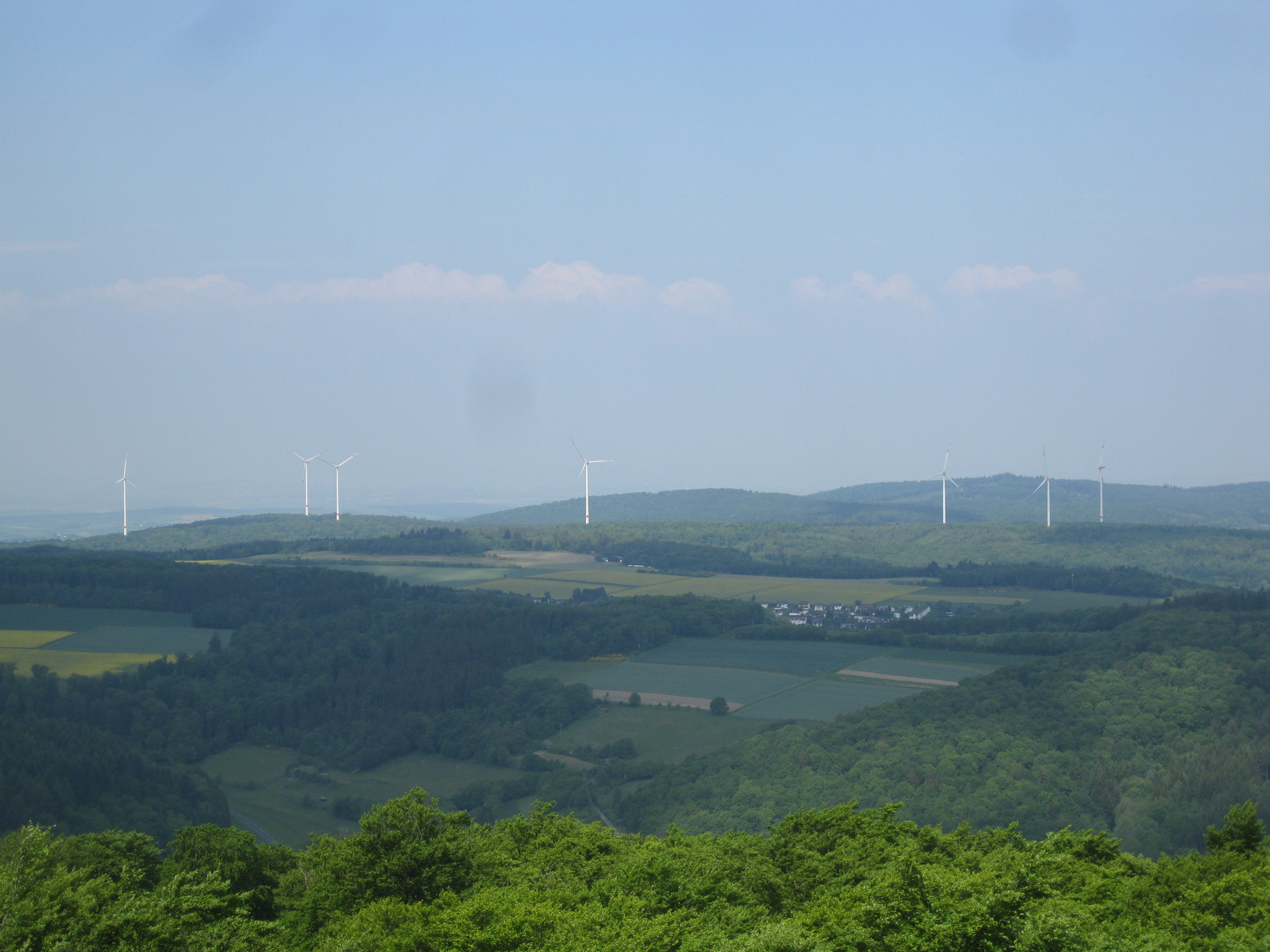
Windpark Weilrod vom Aussichtsturm Pferdskopf. Links der Sommerberg (drei WEA), dahinter der Stückelberg und das Kuhbett. Bildmitte Teilortsansicht von Riedelbach

Auf der nordwestlich verlaufenden bewaldeten Feldberg-Langhals-Pferdskopf-Scholle, im Gebiet zwischen Riedelbach (südlich), Dombach (westlich) und Cratzenbach (nordöstlich), seitlich der althistorischen Rennstraße, begannen im Februar 2014 die Bauarbeiten für die Errichtung von 7 Windkraftanlagen (WEA) des Typ Nordex N117/2400 vom Hersteller Nordex SE, mit einer Maximalhöhe von 199 m. WEA 7 wurde etwa 900 m südöstlich des Eichelbacher Hof errichtet. Drei weitere WEA (1–3) wurden westlich in unmittelbarer Nähe des Daubhauses, welches in einem Nebental des Dombachtal liegt, errichtet. Für die Standorte dieser WEA mussten am Sommerberg größere Felsgrauwacken beseitigt werden. Initiator und Bauherr des Windparks war der Wiesbadener Projektentwickler ABO Wind AG. Anfang 2015 hat die ebenfalls in Wiesbaden ansässige ABO Invest AG 80 Prozent der Anteile am Windpark Weilrod erworben.
Wie bei solchen Windenergieprojekten in Waldlandschaften üblich, wurden für die 7 WEA größere Waldflächen mit dem Einsatz von Holzvollernter entwaldet und anschließend gerodet. Weiterhin wurde die Rennstraße und seitlich abgehende Forststraßen für den Transport der Baumaterialien und Anlagenbauteile zu Baustraßen umgewandelt, sowie seitlich dieser Straßen die Erdkabel zu den einzelnen WEA verlegt.